# Denyse Tontz
Denyse Tontz (* 17. září 1994, San Diego, Kalifornie, Spojené státy americké) je americká herečka, zpěvačka a textařka. Proslavila se rolí Cortney Strathmore v seriálu stanice Freeform The Fosters, rolí Mirandy Montgomery v seriálu All My Children a rolí Eleny v seriálu Incorporated.

## Kariéra

### Herectví
Svojí kariéru zahájila jako dětská modelka, stala se tváří Barbie. Poprvé se objevila na televizních obrazovkách v seriálu E-Ring jako princezna Gabrielle. V roce 2017 si zahrála Alice Keefe ve filmu stanice Nickelodeon Poslední den prázdnin. V roce 2008 si zahrála po boku Luka Benwarda a Frenche Stewarta ve filmu Milionový pes. Vedlejší roli Jennifer Woods získala v seriálu Big Time Rush. V listopadu roku 2012 se objevila v sitcomu stanice Disney Channel Pes a jeho blog. Na začátku roku 2013 bylo potvrzeno, že si zahraje Mirandu Montgomery v telenovele All My Children. Poprvé se objevila v díle vysílaném dne 29. dubna 2013. Dne 11. listopadu 2013 bylo oznámeno, že telenovela byla zrušená. V červenci roku 2015 bylo oznámeno, že získala hlavní roli v pilotním dílu Paradise Pictures. Seriál však nebyl stanicí USA vybrán do svého vysílacího programu. V roce 206 bylo oznámeno, že si zahraje v thrillerovém filmu Matta Damona a Bena Afflecka Incorporated. Seriál byl po první řadě zrušen. V roce 2018 bylo oznámeno, že získala hlavní roli v seriálu stanice ABC Grand Hotel.

### Hudba
V roce 2012 vydala svůj první videoklip k písničce „Better Than Nothing“. Písnička hrála v jednom z dílů seriálu Mentalista. V červnu 2014 vyhrála cenu Daytime Emmy v kategorii nejlepší původní písnička pro dramatický seriál se skladbou „Parachute“, kterou napsala pro seriál All My Children. Dne 5. května 2015 vydala písničku „Why“. Dne 4. července 2015 vydala videoklip k písni „Go“. Dne 22. července 2016 vydala skladbu „United States of Anxiety“.

## Filmografie

### Film
| Rok  | Název                 | Role            | Poznámky |
| ---- | --------------------- | --------------- | -------- |
| 2007 | Poslední den prázdnin | Alice Keefe     |          |
| 2008 | Milionový pes         | Meagan Todd     |          |
| 2009 | The Perfect Sleep     | mladá Porphyria |          |

### Televize
| Rok       | Název                          | Role                                    | Poznámky                      |
| --------- | ------------------------------ | --------------------------------------- | ----------------------------- |
| 2006      | E-Ring                         | Princezna Gabrielle                     | díl: „The Two Princes“        |
| 2009–2013 | Big Time Rush                  | Jennifer Woods                          | vedlejší role, 21 dílů        |
| 2011      | The Nine Lives of Chloe King   | Vanessa                                 | díl: „Responsible“            |
| 2011      | Moje nesnesitelná puberťačka   | domýšlivá dívka                         | díl: „Rodinné problémy“       |
| 2012      | Na parket!                     | Gloria                                  | díl: „Oplať to“               |
| 2012–2013 | Královská dvojčata             | Mary Ann/první Jeinnifer/Tarantula Girl | 3 díly                        |
| 2012–2014 | Pes a jeho blog                | Nikki Ortiz                             | vedlejší role, 7 dílů         |
| 2013      | All My Children                | Miranda Montgomery                      | hlavní role, 43 dílů          |
| 2014      | Workaholics                    | Kim                                     | díl: „Beer Heist“             |
| 2014      | Dallas                         | Chastity                                | díl: „Lifting the Veil“       |
| 2014      | The Exes                       | Chloe                                   | díl: „The Wedding Unplanner“  |
| 2014      | Melissa a Joey                 | Layla                                   | díl: „Nehody se stávají“      |
| 2014      | Sběratelé kostí                | Alice Kelly                             | díl: „Programátor pod mostem“ |
| 2015      | Pád Země                       | Rachel Lannon                           | TV film                       |
| 2015      | Paradise Pictures              | Luciana Delgado                         | neprodaný televizní pilot     |
| 2015      | The Curse of the Fuentes Women | Megan                                   | TV film                       |
| 2016      | Noční směna                    | Alina                                   | díl: „Get Busy Livin'“        |
| 2016–2017 | The Fosters                    | Cortney Strathmore                      | vedlejší role, 21 dílů        |
| 2016–2017 | Incorporated                   | Elena                                   | hlavní role, 8 dílů           |
| 2019      | Grand Hotel                    | Alicia Mendoza                          | hlavní role, 13 dílů          |